# 乌石镇 (雷州市)
乌石镇，是中华人民共和国广东省湛江市雷州市下辖的一个乡镇级行政单位。

## 行政区划
乌石镇下辖以下地区：
镇江社区、镇海社区、陈宅村、铺仔村、湖仔村、泗寮村、丰南村、潭元村、房参村、岭峰村、平步村、乌石村、文堂村、岭下村、新沟村、那灵村、伴侣村、那澳村、塘东村、向党村、潭板村、潭朗村、三教村、那毛村、港彩村、镇南渔业村、镇西渔业村和广东省雷州盐场社区。

## 名胜
- 乌石天后宫：雷州市文物保护单位